# NGC 4683
NGC 4683 ist eine Elliptische Galaxie vom Hubble-Typ E/SB0 im Sternbild Zentaur am Südsternhimmel. Sie ist schätzungsweise 152 Millionen Lichtjahre von der Milchstraße entfernt und hat einen Durchmesser von etwa 65.000 Lichtjahren.
Im selben Himmelsareal befinden sich u. a. die Galaxien NGC 4672, NGC 4677, NGC 4696, NGC 4706.
Das Objekt  wurde am 8. Juni 1834 von John Herschel mit einem 18-Zoll-Spiegelteleskop entdeckt, der sie mit „eF, S, R, vgbM, 1′; N.f. a small star“ beschrieb.